# Frontier Flying Service
Frontier Flying Service, що працює під торговою маркою Frontier Alaska, американська авіакомпанія місцевого значення зі штаб-квартирою в місті Фербенкс (Аляска, США), що виконує регулярні пасажирські, вантажні, поштові та чартерні перевезення між невеликими аеропортами штату Аляска.
Портом приписки авіакомпанії і її головним транзитним вузлом (хабом) є Міжнародний аеропорт Фербенкс, як додаткові хаби використовуються Міжнародний аеропорт імені Теда Стівенса, Аеропорт імені Вілі Поста-Вілла Роджерса, Аеропорт імені Ральфа Вайена і Аеропорт Бетел.

## Історія
Авіакомпанія Frontier Flying Service була заснована в 1950 році полковником військово-повітряних сил США у відставці Річардом Макінтайром і протягом довгого періоду часу працювала в області чартерних і регулярних поштових перевезень по невеликих населених пунктах Аляски, при цьому перевезення поштової кореспонденції здійснювалися за довгостроковим контрактом з іншою авіакомпанією Wien Alaska Air. У 1974 році Frontier Flying Service була придбана бізнесменом Джоном Гайдуковичем.
В 2005 році відбулося злиття двох авіаперевізників Frontier Flying Service і Cape Smythe Air Services, об'єднана авіакомпанія продовжила операційну діяльність під брендом першої компанії.
Навесні 2008 року Frontier Flying Service почала процес об'єднання з іншою авіакомпанією місцевого значення Hageland Aviation Services. В даний час обидва перевізника працюють за окремим сертифікатом експлуатанта, але під однією торговою маркою (брендом) Frontier Alaska, при цьому Frontier Flying Service виконує рейси головним чином між середніми і великими аеропортами штату, а Hageland Aviation Services працює на маршрутній мережі між малими, середніми і важкодоступними аеропортами штату з одного боку і точками присутності Frontier — з іншого. Злиття авіакомпаній дозволило Frontier Alaska стати найбільшим за розміром флоту і числа регулярних рейсів комерційних авіаперевізників на Алясці.
8 липня 2008 року магістральна авіакомпанії Alaska Airlines, що базується в Сіетлі оголосила про укладення партнерської угоди з Frontier Flying Service, що діє під брендом Frontier Alaska. Ця угода набула чинності восени того ж року.
27 лютого 2009 року авіаційний холдинг, до складу якого входить Frontier Flying Service, придбала конкурує на ринку авіаперевезень Аляски авіакомпанію Era Aviation.

## Флот
У 2007 році повітряний флот авіакомпанії Frontier Flying Service складали наступні літаки:
| Тип літака               | Кількість |
| ------------------------ | --------- |
| Raytheon Beech BE-1900-C | 12        |
| Piper PA-31-350          | 11        |

## Маршрутна мережа
Станом на початок вересня 2007 року Frontier Flying Service виконувала регулярні пасажирські рейси за наступними пунктами призначення:
- Анкоридж (ANC) — Міжнародний аеропорт Анкоридж імені Теда Стівенса (хаб)
- Аніак (ANI) — Аеропорт Аніак
- Анвік (ANV) — Аеропорт Анвік
- Атказук (ATK) — Аеропорт Атказук імені Едварда Барнелла
- Барроу (BRW) — Аеропорт Барроу імені Вілі Поста-Вілла Роджерса (хаб)
- Бартер-Айленд/Кактовік (BTI) — Аеропорт Бартер-Айленд LRRS
- Бетел (BET) — Аеропорт Бетел (хаб)
- Бревіг-Мішн (KTS) — Аеропорт Бревіг-Мішн
- Бакленд (BKC) — Аеропорт Бакленд
- Дедхорс (SCC) — Аеропорт Дедхорс
- Дірінг (DRG) — Аеропорт Дірінг
- Елім (ELI) — Аеропорт Елім
- Фербенкс (FAI) — Міжнародний аеропорт Фербенкс (хаб)
- Форт-Юкон (FYU) — Аеропорт Форт-Юкон
- Галена (GAL) — Аеропорт імені Едварда Г. Пітка
- Гамбелл (GAM) — Аеропорт Гамбелл
- Головін (GLV) — Аеропорт Головін
- Грейлінг (KGX) — Аеропорт Грейлінг
- Холі-Кросс (HCR) — Аеропорт Холі-Кросс
- Гуслія (HSL) — Аеропорт Гуслія
- Калскаг (KLG) — Аеропорт Калскаг
- Калтаг (KAL) — Аеропорт Калтаг
- Кіана (IAN) — Аеропорт імені Боба Бейкера
- Ківаліна (KVL) — Аеропорт Ківаліна
- Коцебу (OTZ) — Аеропорт імені Ральфа Вайена (хаб)
- Койук (KKA) — Аеропорт Койук імені Альфреда Адамса
- Койукук (KYU) — Аеропорт Койукук
- Ноатак (WTK) — Аеропорт Ноатак
- Ном (OME) — Ном (аеропорт)
- Нурвік (ORV) — Аеропорт імені Роберта (Боба) Куртіса
- Нуйксут (NUI) — Аеропорт Нуйксут
- Нулато (NUL) — Аеропорт Нулато
- Пойнт-Хоуп (PHO) — Аеропорт Пойнт-Хоуп
- Пойнт-Лей (PIZ) — Аеропорт Пойнт-Лей LRRS
- Рубі (RBY) — Аеропорт Рубі
- Рашен-Мішен (RSH) — Аеропорт Рашен-Мішен
- Селавік (WLK) — Аеропорт Селавік
- Шагелук (SHX) — Аеропорт Шагелук
- Шишмарьов (SHH) — Аеропорт Шишмарьов
- Сент-Меріс (KSM) — Аеропорт Сент-Меріс
- Танана (TAL) — Аеропорт імені Ральфа М. Келхуна
- Теллер (TLA) — Аеропорт Теллер
- Уейнрайт (AIN) — Аеропорт Уейнрайт
- Уельс (WAA) — Аеропорт Уельс
- Вайт-Маунтін (WMO) — Аеропорт Вайт-Маунтін

## Авіаподії і нещасні випадки
30 жовтня 1979 року, літак Douglas C-47B (реєстраційний номер N99663) при здійсненні посадки в Аеропорту Беттлс внаслідок помилок командира ПС зіткнувся з трьома літаками, які перебували в цей час на стоянці. Лайнер виконував вантажний рейс з Міжнародного аеропорту Фербенкс в Аеропорт Емблер з проміжною посадкою в аеропорту Беттлс. В результаті інциденту всі чотири літаки отримали значні пошкодження.